# Llywelyn ab Owain
Llywelyn ab Owain (* um 1270; † um 1308) war ein walisischer Lord von Deheubarth. Er war Herrscher über eine kleine Herrschaft in Ceredigion südlich des Ystwyth.
Er war ein Sohn von Owain, dem ältesten Sohn von Maredudd ap Owain, und von Margaret, einer Tochter von Maelgwn Fychan. Sein Vater hatte mit seinen Brüdern Gruffydd und Cynan die Ländereien ihres Vaters nach dessen Tod untereinander geteilt. Nach dem Tod seines Vaters 1275 erbte er dessen Anteil. Er war jedoch noch ein Kind und wurde deshalb nach der Besetzung von Ceredigon während des ersten Feldzugs von König Eduard I. im Frühjahr 1277 vom König mit Milde behandelt. Er unterwarf sich Ende April dem königlichen Feldherrn Payn de Chaworth, musste jedoch nicht wie die anderen walisischen Lords nach Worcester reisen und König Eduard I. persönlich huldigen. Der König erklärte ihn zum königlichen Mündel.
Während der Eroberung von Wales durch Eduard II. floh Llywelyn 1282 mit seinem Onkel Gruffydd 1282 in das Bergland von Gwynedd, wo er den Widerstand von Dafydd ap Gruffydd unterstützte. Nachdem er sich 1283 ergeben musste, wurde er wegen seiner Jugend erneut geschont und durfte im Gegenzug zu den anderen walisischen Lords eine kleine Grundherrschaft in Is Coed und in Mabwynion behalten. Der König ließ den walisischen Lord Rhys ap Maredudd, der als Verbündeter des Königs auch Llywelyns Ländereien besetzt hatte, vor Gericht stellen, weil Llywelyn noch als königliches Mündel galt.
Er starb um 1308, seine beiden Söhne Thomas und Owain teilten seine Ländereien nach walisischem Recht unter sich auf. Seine Enkelin Elen, Tochter seines Sohns Thomas, war die Mutter von Owain Glyndŵr, der ihren Anteil erbte und so auch ein Nachfahre der Fürsten von Deheubarth war.